# Batailles de Kizugawaguchi
 (septembre 2016).
Les deux batailles de Kizugawaguchi (木津川口の戦い, Kizugawaguchi no Tatakai) se déroulent au cours du siège d'Ishiyama Hongan-ji à Osaka par les forces d'Oda Nobunaga. L'Ishiyama Hongan-ji est la principale forteresse des Ikkō-ikki, foules de moines guerriers, prêtres et agriculteurs qui s'opposent à la domination d'Oda. Il ordonne à un de ses amiraux, Kuki Yoshitaka, d'organiser un blocus contre les flottes des alliés des ikki qui cherchent à approvisionner la forteresse et à briser le siège. Beaucoup de familles régnantes des provinces voisines s'opposent à Oda, au premier rang desquels les Mōri.

## La première bataille
À l'issue de la première bataille en 1576, les Mōri défont la flotte de Kuki Yoshitaka, forcent le blocus et ravitaillent la forteresse. Les deux parties se battent avec des armes à feu, développement assez nouveau dans l'histoire militaire japonaise, mais l'expérience et les connaissances de la tactique navale par le clan Mōri constitue le facteur décisif qui leur fait remporter la victoire.

## La seconde bataille
Deux ans plus tard, l'Ishiyama Hongan-ji est encore assiégé et la flotte d'Oda, commandée une nouvelle fois par Kuki Yoshitaka, fait une autre tentative pour briser les lignes de ravitaillement tenues par les Mōri. Allant à l'encontre des conventions, Yoshitaka combat avec six très grands navires ō-atakebune plutôt que d'une combinaison de petites (kobaya), moyennes (sekibune) et grandes (atakebune) embarcations. Normalement, les atakebune sont des forteresses flottantes essentiellement en bois, recouvertes de canons et d'emplacements pour arc. Selon certains témoignages, on peut croire que ces six bâtiments sont les premiers cuirassés à coque en fer et ont été construits de façon telle que les armes ne peuvent y pénétrer. Cependant, plutôt que de véritables cuirassés, composés principalement ou entièrement en métal, ces embarcations sont probablement simplement couvertes de placages de fer limités à des endroits stratégiques.
Plusieurs navires Mōri sont incendiés et coulent et la flotte d'Oda remporte finalement la victoire. Les lignes d'alimentation sont rompues et le Hongan-ji se rend peu après. Cependant, au cours de cette bataille, une faille intéressante est découverte dans la conception des ō-adakebune. Comme les samouraï Mōri se précipitent à bord du grand navire, tous les défenseurs du bâtiment courent de ce côté du pont pour se défendre et le navire chavire parce que son centre de gravité bascule.
Yoshitaka remporte une autre victoire face au Mōri l'année suivante.

## Source de la traduction
- (en) Cet article est partiellement ou en totalité issu de l’article de Wikipédia en anglais intitulé « Battles of Kizugawaguchi » (voir la liste des auteurs).